# Limburg (Nederland) van A tot Z

## A

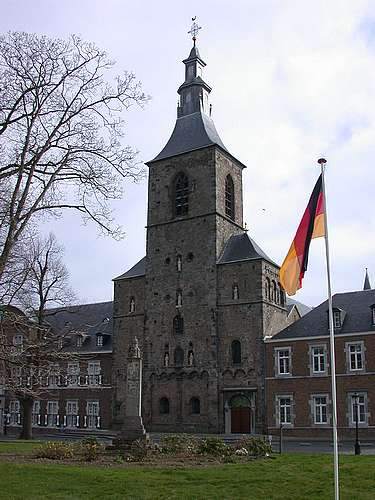
Abdij Rolduc

A2 -
A67 -
A68 -
A73 -
A74 -
A76 -
A79 -
Aalbeek -
Aaldonk -
Aan de Rijksweg -
Abdij Rolduc -
Abdij St. Benedictusberg -
Abdij van Thorn -
Abdij Ulingsheide -
Abdijvorstendom Thorn -
Abdissenbosch -
Arno Adams -
Giel Aerts -
Afferden (Limburg) -
Aijen -
Alex Akela -
Altaarstraat -
Altweerterheide-
Ambachtshuis Venlo -
Ambrosius (verzetsheld) -
Ambt Montfort (drostambt) -
Ambt Montfort (gemeente)
Amstel Gold Race -
America (Limburg) -
Amstenrade -
Arcen -
Arcen en Velden -
Arenborg -
Arensgenhout -
'Arsenaal (Venlo) -
Asenray - Attractiepark Toverland -
Aurora (Baexem)

## B
Baexem -
Banholt -
Barbara's Weerd -
Basiliek van de H.H. Wiro, Plechelmus en Otgerus -
Basiliek van het H. Sacrament -
Basiliek van Onze-Lieve-Vrouw-Tenhemelopneming (Maastricht) -
Beegden -
Beek (gemeente) -
Beek (Limburg) -
Peter Beeker -
Beesel -
Begijnengang -
Belastingkantoor Venlo -
Beleg van Venlo (1511) -
Aanslag op Venlo (1606) -
Inname van Venlo (1637) -Beleg van Venlo (1830) -
La Belle Alliance (Venlo) -
Henri Belletable -
Belvédère (Maastricht) -
Bemelen -
Bende van Venlo -
Benders Molen -
Hai Berden -
Bergen (Limburg) -
Tom van Bergen -
Bergstraat -
Bert van den Bergh -
Berkelpoort (Valkenburg) -
Bingelrade -
Binnenring Parkstad -
Bisdom Roermond -
Berg aan de Maas -
Bernard Berger (burgemeester) -
Blerick -
Blericks -
Blitterswijck -
Arnold Bloemarts -
Bluesrock Festival -
Boekend -
Frans Boermans -
Bokkenrijders -
Bongertshof -
Bonnefantenmuseum -
Carolus Hubertus Leonardus Bontamps  -
Borgharen -
Born (Nederland) -
Boshoven (Weert) -
Botanische tuinen Jochum-Hof -
Geert Braem -
Brand (brouwerij) -
Broekhuysen -
Brouwerij Casino -
Bruisterbosch -
Brunssum -
Brunssummerheide -
Buggenum -
Jan de Bussenmaecker

## C

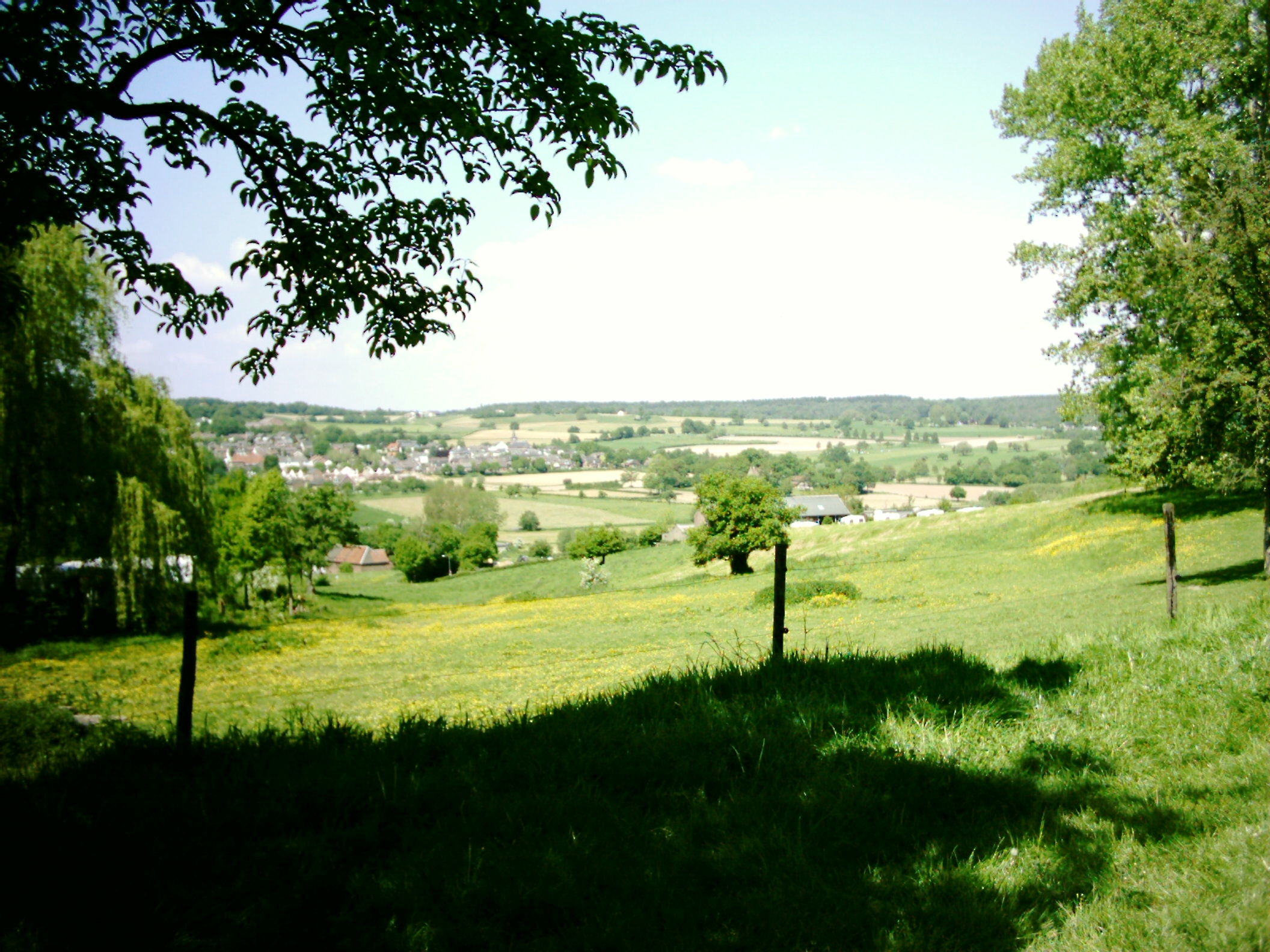
Camerig

Cadier en Keer -
Café Eugenia -
Café Het Proeflokaal -
Camerig (buurtschap) -
Camerig (helling) -
Piet Camps -
Canoy-Herfkens -
Landgoed Casino -
Catualium -
Cauberg -
Château Neercanne -
Chemelot -
Chocolaterie Lammy -
City Theater (Venlo) -
Clauscentrale -
Jan van Cleef -
Conservatorium Maastricht -
Emmanuel Corbey -
Cötelbeek -
Cottessen -
Hay Crompvoets

## D
Daniken (Geleen) -
Daniken (Schinnen) -
Davylamp -
Den Kamp -
Diependal (Epen) -
Dieteren -
Distelmolen -
Drielandenpunt (Vaals) -
Doenrade -
Daan Doesborgh -
Landgoed Doesborgh -
De Donck (Swolgen) -
Doyerensmolen-
Jay Driessen -
Drukkerij Wolters-Van Wylick -
DSM NV-
Duitse School

## E
Echt (Limburg) -
Echt-Susteren -
Eckelrade -
Edmond Hustinxprijs voor toneelschrijvers -
Eendracht Maakt Macht (Meterik) -
Egypte (Tegelen) -
Eijsden (plaats) -
Eijsden (gemeente) -
Eijsden-Margraten -
Ell (Limburg) -
Huize Elka (Tegelen) -
Elsloo (Limburg) -
Emmaberg -
Emplacement Venlo -
ENCI -
ENCI-groeve -
Enveloppe Reede -
Epen -
Ten Esschen (buurtschap) -
Michael Evans -
Eys -
Eyserbeek -
Eygelshoven

## F
Filmtheater De Nieuwe Scene -
Fiolentoren (Venlo) -
François Folie -Fort Hazepoot -
Caspar Franssen

## G
GaiaZOO -
Martijn van Galen -
Gasthuisstraat (Venlo) -
Geërfdenmolen -
Geijsteren -
Geleen -
Geleenbeek -
Geloërveld -
Gemeentegrot -
Gemmenicherweg -
Genhout -
Gennep -
Gerardamolen -
Gerlachus van Houthem -
Germania Inferior -
Gerstkamp -
Geschiedenis van Blerick -
Geschiedenis van Tegelen -
Geschiedenis van Venlo -
Geul (rivier) -
Molen van Geurts -
Geverik -
Gin on the Rocks -
Ginkelstraat -
Glaspaleis -
Hendrik Goltzius -
Hubertus Goltzius -
Goltziusgebouw -
Goltziusstraat -
Goossensmolentje -
De Gouden Tijger -
Graafschap Dalhem -
Graafschap Geleen en Amstenrade -

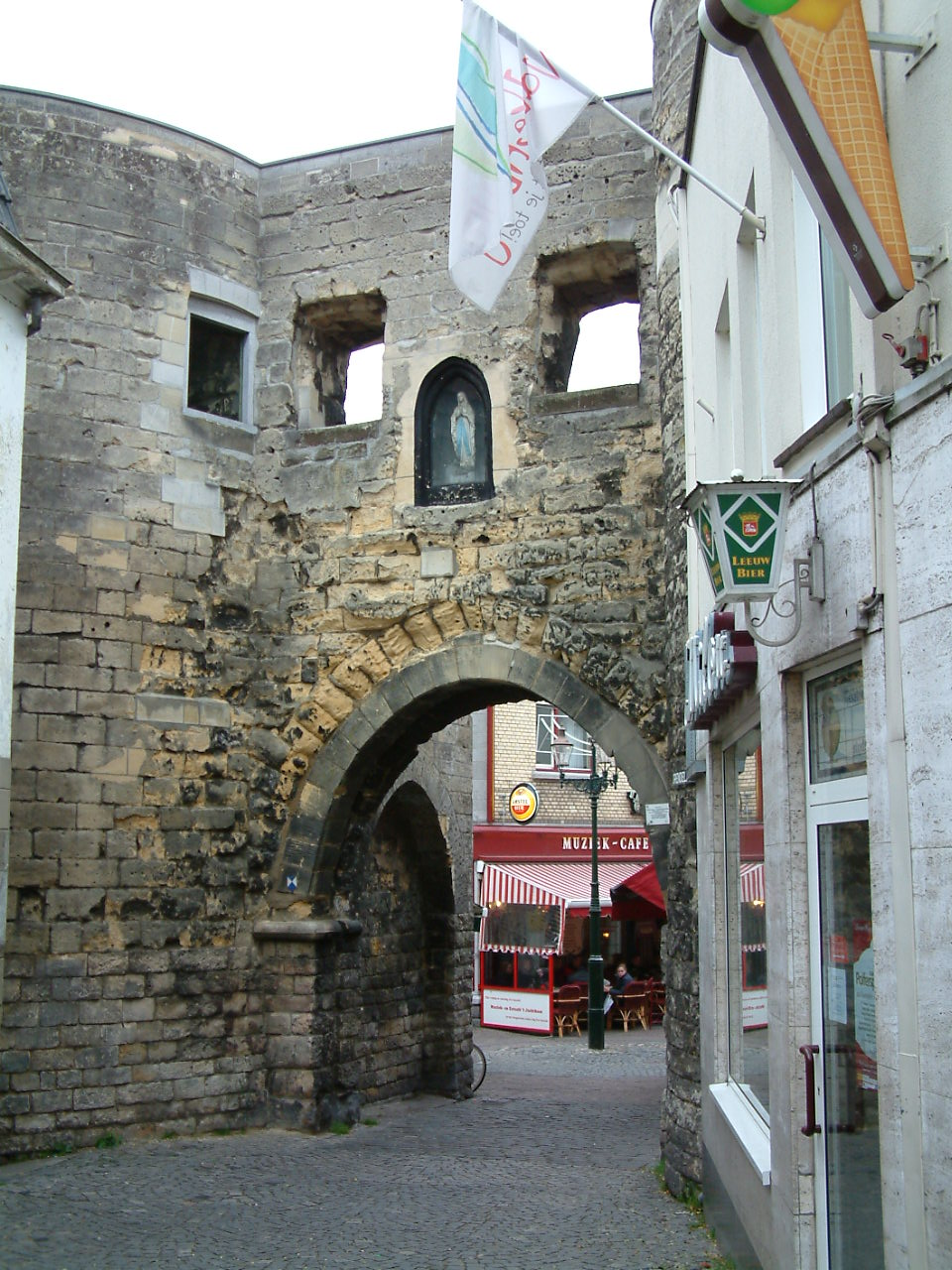
Grendelpoort

Grafisch atelier De Franse Republiek -
Grathem -
De Grauwe Beer -
Greenportlane -
Grendelpoort -
Groene Jager -
Gronsveld -
Grote Beek (Venlo) -
Grote Kerkstraat (Venlo) -
Grote en Kleine Heide -
Grote of Sint-Martinuskerk (Venlo) -
Gulp (rivier) -
Gulpen -
Gulpener -
Gulpen-Wittem

## H
Haasdal -
Haelen (gemeente) -
Haelen (plaats) -
Hagerbroek -
Hagerhof -
Hakkesplaats -
Haler -
Hampelemanne -
Hanik -
Hasselt (Velden) -
Hazenkamp (Venlo) -
Heel (plaats) -
Heerlen -
Heibloem -
Heimansgroeve -
Heilig Hartkerk (Venlo) -
Heilige-Familiekerk (Venlo) -
Heilige Geeststraat -
Hel van het Mergelland -
Helbeek (Venlo) -
Helden -
Hellmolen (Venlo) -
Helpoort (Maastricht) -
Herkenrade -
Hertogdom Limburg -
Heuvelland (streek) -
Heuvellandlijn -
Heythuysen (gemeente) -
Heythuysen (plaats) -
High Speed Dirt -
Joseph Hillen' -
Hoensbroek -
Hof van Blerick -
Hogekamp -
Hogeschool Zuyd -
Jos Hol -
Holset -
Holtmeule (Tegelen) -
Hommert (Schinnen) -
Honthem -
Hoofdpostkantoor Keulse Poort -
Horn (Limburg) -
Horst aan de Maas -
Horst (Limburg) -
Horsterweg -
Hout-Blerick -
Houtstraat -
Hubertusplein (Blerick) -
Huis Roffaert -
Huis De Spyker -
Huis de Torentjes - 
Huize Lovendael (Venlo) -
Huize Maagdenberg (Venlo) -
Huize Manresa -
Huize Sint-Jan -
Huize Sint-Lucia -
Huize Stalberg -
Huize Ursula (Venlo) -
Huize Werklust -
Hulsberg -
Hunnecum -
Hunsel (gemeente) -
Hunsel (plaats) -
Huzaren van Venlo

## I
IJzeren -
Industrion -
Innovatoren Venlo -
Inspectie Invoerrechten & Accijnzen (Venlo) -
Italiëmolen (Venlo) -
Ithaka Science Center -
Ittervoort

## J

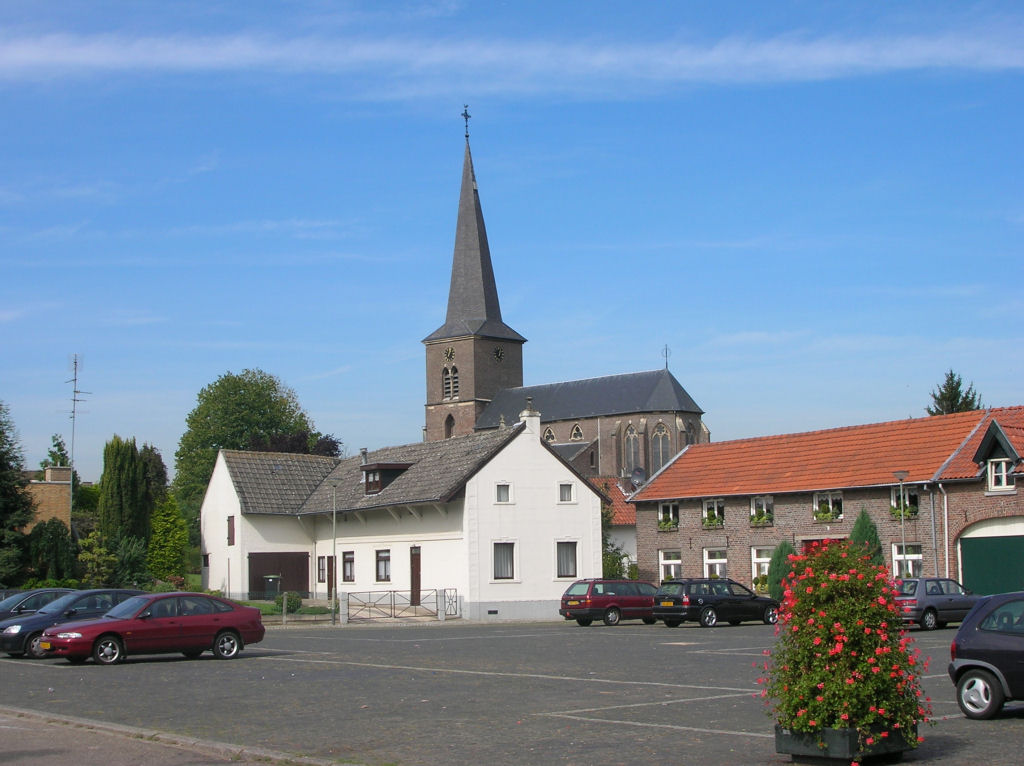
Jabeek met Gertrudiskerk

Jabeek -
Jan Klaassens Museum -
Jansens Standerdmolen (Velden) -
Joachim Reinhold von Glasenapp -
Jocus -
Jodenstraat (Venlo) -
Hendrik de Jong -
Jongerenkerk (Venlo) -
Jacques-Paul Joosten -
Jorisstraat -
Mikan Jovanovic -
Julianakanaal -
Juliette Travis

## K
Kalksteengroeve -
Kamerkoor Cantate -
Kantharos van Stevensweert -
Kapel van Onze-Lieve-Vrouw van Genooi -
Kasteel Aerwinkel -
Kasteel Aldenghoor -
Kasteel Amstenrade -
Kasteel Annendael -
Kasteel Arcen -
Kasteel Bethlehem -
Kasteel Bleijenbeek -
Kasteel Borggraaf -
Kasteel Borgharen -
Kasteel Born -
Kasteel Broekhuizen -
Kasteel Cartils -
Kasteel Cortenbach -
Kasteel De Aldenborgh -
Kasteel De Berckt -
Kasteel De Bockenhof -
Kasteel De Bongard -
Kasteel De Burght -
Kasteel De Dael -
Kasteel Den Halder -
Kasteel De Raay -
Kasteel d'Erp -
Kasteel Doenrade -
Kasteel Elsloo -
Kasteel Erenstein -
Kasteel Eijckholt -
Kasteel Eyckholt -
Kasteel Eijsden -
Kasteel Genbroek -
Kasteel Genhoes (Valkenburg) -
Kasteel Geijsteren -
Kasteel Geulle -
Kasteel Geusselt -
Kasteel Goedenraad -
Kasteel Grasbroek -
Kasteel Groenendaal (Billinghuizen) -
Kasteel van Gronsveld -
Kasteel Haeren -
Kasteel Het Geudje -
Kasteel Hillenraad -
Kasteel Hoensbroek -
Kasteel Holtmühle -
Kasteel Horn -
Kasteel Huys ter Horst (Horst) -
Kasteel Jansgeleen -
Kasteel Jerusalem -
Kasteel Kaldenbroek -
Kasteel Karsveld -
Kasteel Keverberg -
Kasteel Lemiers -
Kasteel Limbricht -
Kasteel van Meerlo -
Kasteel Meerssenhoven -
Kasteel van Mheer -
Kasteel Millen -
Kasteel Montfort -
Kasteel Neubourg -
Kasteel Nieuwenbroek -
Kasteel Nijenborgh -
Kasteel Nijswiller -
Kasteel Obbicht -
Kasteel Ooijen -
Kasteel Oost (Valkenburg) -
Kasteel Oost (Oost-Maarland) -
Kasteel Op Genhoes -
Kasteel Ouborg -
Kasteel Passarts-Nieuwenhagen -
Kasteel Puth -
Kasteel Raath -
Kasteel Reymersbeek -
Kasteel Rivieren -
Kasteel van Rijckholt -
Kasteel Schaesberg -
Kasteel Schaloen -
Kasteel Scheres -
Kasteel Sint-Jansgeleen -
Kasteel Stein -
Kasteel Strijthagen -
Kasteel ten Hove (Grathem) -
Kasteel Terborgh -
Kasteel Terworm -
Kasteel Vaalsbroek -
Kasteel Vaeshartelt -
Kasteel Valkenburg -
Kasteel Vliek -
Kasteel Wambach -
Kasteel Wijnandsrade -
Kasteel Wittem -
Kasteel Wolfrath -
Kasteel Wijlre -
Kasteelruïne Lichtenberg -
Kasteeltuinen Arcen -
Johannes Kayser -
Jules Kayser -
Kazernekwartier -
Keizerstraat (Venlo) -
Kelmond -
Kelpen-Oler -
Keltenstraat -
Keramiekmuseum Tiendschuur -
Kerkrade -
Kerkrade -
Kessel -
Lambert Keuller -
Keulsepoort (Venlo) -
King Mo -
Klaasstraat -
Klavertje 4 -
Kleine Beekstraat -
Kleine Kerkstraat -
Klimmen (Limburg) -
De Kling -
Klooster Dominicanessen van Bethanië -
Klooster Nazareth (Venlo) -
Klooster Nazareth (Weert) -
Klooster Op Stalberg -
Knooppunt Kerensheide -
Knooppunt Kruisdonk -
Knooppunt Tiglia -
Knooppunt Zaarderheiken -
Kolenstraat -
Kompel -
Koningsbosch -
Koninklijke DSM NV -
Koninklijke Sphinx -
Koninklijke Zangvereniging Mastreechter Staar -
Kranenbreukerhuis -
Krawinkel -
Krekelberg (buurtschap) -
Krekelberg (heuvel) -
Kruisherenstraat -
Kunstencentrum Venlo en Omstreken -
Kuttingen -
Kwartelenmarkt

## L
Laaghuismolen -
Laar (Weert) -
Labyrint Drielandenpunt -
Van Laer -
Lagotronics -
't Laorbrook -
Land van 's-Hertogenrade -
Land van Valkenburg -
Landen van Overmaas -
Landgraaf -
Landschapspark De Graven -
Lange Jan (Heerlen) -
't Laorbrook -
Leemhorst -
Lei Alberigs Museumkapel -
Lemiers -
Lengs-Bazar -
Leeuwen (Roermond) -
Leonardoschool -
Leonardusmolen -
Leudal -
Libeek -
Lijst van burgemeesters van Ambt Montfort -
Lijst van burgemeesters van Arcen en Velden -
Lijst van burgemeesters van Belfeld -
Lijst van burgemeesters van Horst -
Lijst van burgemeesters van Horst aan de Maas -
Lijst van burgemeesters van Landgraaf -
Lijst van burgemeesters van Maasbree -
Lijst van burgemeesters van Maastricht -
Lijst van burgemeesters van Tegelen -
Lijst van burgemeesters van Venlo -
Lijst van gemeentelijke monumenten in Venlo (gemeente)
Lijst van rijksmonumenten in Arcen -
Lijst van rijksmonumenten in Belfeld -
Lijst van rijksmonumenten in Blerick -
Lijst van rijksmonumenten in Tegelen -
Lijst van rijksmonumenten in Velden -
Lijst van rijksmonumenten in Venlo (gemeente) -
Lijst van rijksmonumenten in Venlo (plaats) -
Limbricht -
Limburg (Nederlandse provincie) -
Limburgs -
Limburgs Museum -
Limburgse Wandelbond -
Limmel -
Lindeboom (brouwerij) -
De Lings -
Lingsfort -
Lingsfort (verdedigingswerk Arcen) -
Lohofsmolen -
Lohofstraat -
Lokale Democraten -
Johan van Lom -
Lomm -
Lomstraat (Venlo) -
De Loohof -
Loorberg -
Lutterade

## M
Maagdenbergplein -
Maagdenbergsmolen -
Maalbekermolen -
Maalbroek -
Maas -
Maasband -
Maasboulevard (Venlo) -
Maasbracht -
Maasbree -
Maasgouw -
Maashofpark -
Maaskade (Venlo) -
Maaslandse renaissance -
Maasniel -
Maasoeverpark -
Maasplassen -
Maaspoort (Venlo) -
Theater de Maaspoort -
Maasstraat (Venlo) -
Maastricht -
Maastricht Aachen Airport -
Maastricht Noordoost -
Maastricht Wildcats -

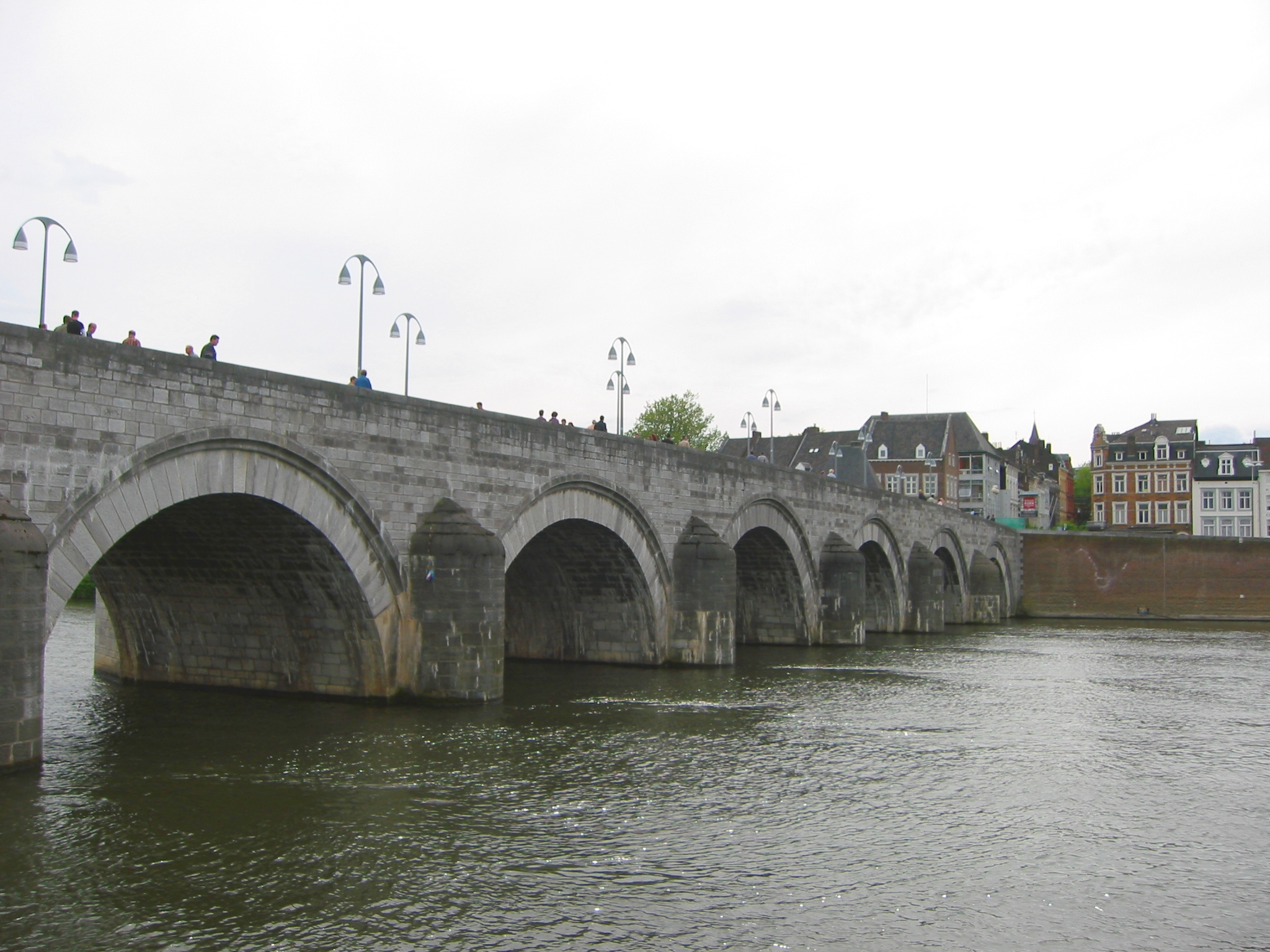
Maastricht,
Sint Servaasbrug

Maastrichtse Hockey Club Maastricht -
Maastrichtsche Watersportclub -
Maaswaard -Park Manresa -
Mamelis -
Margraten (gemeente) -
Margraten (plaats) -
Maria Hoop -
Mariadal (Venlo) -
Markt (Venlo) -
Sont-Martinusklooster (Venlo) -
Maskerade (festival) -
MCM Filmfest -
Mechelen (Nederland) -
Meelderbroek -
Meerlo -
Meerlo-Wanssum -
Meers (Stein) -
Meerssen -
Meerssen (plaats) -
Meeuwbeemdpark -
Meijel -
Mergel -
Mergelland -
Mergelland Marathon -
Mergellandroute -
Merkelbeek -
Michaël Mercator (1491-1544) -
Mercatorstraat -
Metropole (Venlo) -
De Meule (Belfeld) -
Mheer -
Middelaar -
Midden-Limburg -
Miljoenenlijn -
Minderbroederskerk (Venlo) -
Minderbroedersstraat -
Minsekinder -
Missiehuis St. Michaël -
Missiemuseum Steyl -
Moerslag -
Molenhoek (Mook en Middelaar, Heumen) -
Molensingel (Venlo) -
Monseigneur Laurentius Schrijnenhuis -
Montfort (Limburg) -
Mook -
Mook en Middelaar -
Mookerheide -
Sef Moonen -
Nol van Mullekom -
Munnikemolen (Venlo) -
De Munt (Tegelen) -
Museum van Wasrol tot DVD -
Museumkwartier (Venlo) -
Mutsaersoord -
MVV

## N
Jo Nabben -
Nach van 't Limburgse Leed -
Nagelbeek -
Natuurhistorisch Genootschap in Limburg -
Gijs Nass -
Nederlands Mijnmuseum -
Nederweert (gemeente) -
Nederweert (plaats) -
Nederweert-Eind -
Nedinscogebouw -
Nedinscoplein -
Neer (Limburg) -
Neerbeek (beek) -
Neerbeek (dorp) -
Neeritter -
Netherlands American Cemetery and Memorial -
H.H. Nicolaas en Barbara (Valkenburg) -
Nieuw Bergen -
Nieuwdorp (Limburg) -
Nieuwenhagen -
Anya Niewierra - 
Nieuwstadt -
Nieuwstraat -
Nieuwstraat -
Nije Huys -
Nijswiller -
Willem Hubert Nolens -
Nolenspark -
Nolensplein -
Noorbeek -
Noord-Binnensingel -
Noord-Buitensingel -
Noord-Limburg (Nederland) -
Noord-Limburgs -
NS-werkplaats Blerick -
Nunhem -
Nuth

## O
Obbicht -
Ohé en Laak -
Oirsbeek -
Omroep Venlo -
Onderbanken -

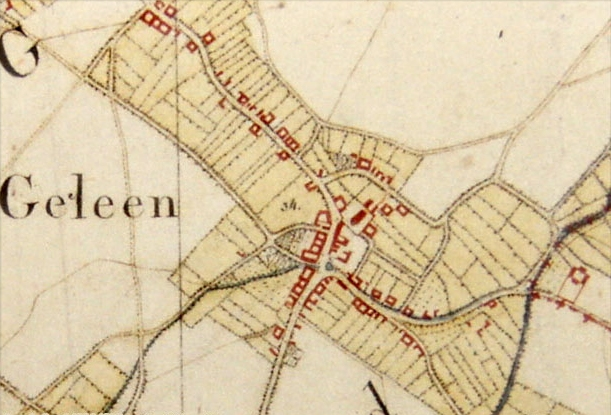
Oud-Geleen

Ontvangstkantoor Rijksbelastingen (Venlo) -
Oostelijke Mijnstreek -
Bart Oostindie -
Op de Miste -
Openbaar vervoer in Roermond -
Openbaar vervoer in Venlo -
Openluchttheater De Doolhof -
Jules van Oppen -
Ottenmolen -
Oud-Geleen -
Oud-Valkenburg -
Oude Markt (Venlo)

## P
Panheel -
De Panhuismolen -
Pannenberg -
Panningen -
Papenhoven -
Parade (Venlo) -
Park Manresa -
Park Zaarderheiken -
Parkstad Limburg -
Parkstraat (Venlo) -
Partij-Wittem -
Passiespelen Tegelen -
Peel (Nederland) -
Peel en Maas -
Peetersmolen (Venlo) -
Peperstraat (Venlo) -
Perron 55 -
Petrus- en Pauluskerk (Arcen) -
Pey (Limburg) -
Picardie (Venlo) -
Picardiemolen (Venlo) -
Piepert -
Pinkpop -
Pinkpop Classic -
Piottewei -
Plasmolen -
Plateau van Margraten -
Plein 1817 (Tegelen) -
Pol (Limburg) -
Pol en Panheel -
Frans Pollux -
Johannes Evangelilsta Pontanus -
Posterholt -
Preuvenemint -
Prins Hendrik (Venlo) -
Prins van Oranje (Venlo) -
Prinsenhof (Venlo) -
Prinsheerlyk Venlo -
Provinciale weg 270 -
Provinciale weg 271 -
Provinciale weg 273 -
Provinciale weg 274 -
Provinciale weg 275 -
Provinciale weg 276 -
Provinciale weg 277 -
Provinciale weg 278 -
Provinciale weg 280 -
Provinciale weg 281 -
Provinciale weg 291 -
Provinciale weg 292 -
Provinciale weg 293 -
Provinciale weg 294 -
Provinciale weg 296 -
Provinciale weg 297 -
Provinciale weg 298 -
Provinciale weg 299 -
Provinciale weg 300 -
Provinciale weg 551 -
Provinciale weg 552 -
Provinciale weg 554 -
Provinciale weg 556 -
Provinciale weg 560 -
Provinciale weg 562 -
Provinciale weg 564 -
Provinciale weg 570 -
Provinciale weg 572 -
Provinciale weg 580 -
Provinciale weg 581 -
Provinciale weg 582 -
Provinciale weg 583 -
Provinciale weg 584 -
Provinciale weg 585 -
Provinciale weg 590 -
Provinciale weg 595 -
Provinciale weg 597 -
Provinciale weg 598 -
Erycius Puteanus -
Hendrik Puteanus -
Puth

## Q
Q4 (wijk)

## R

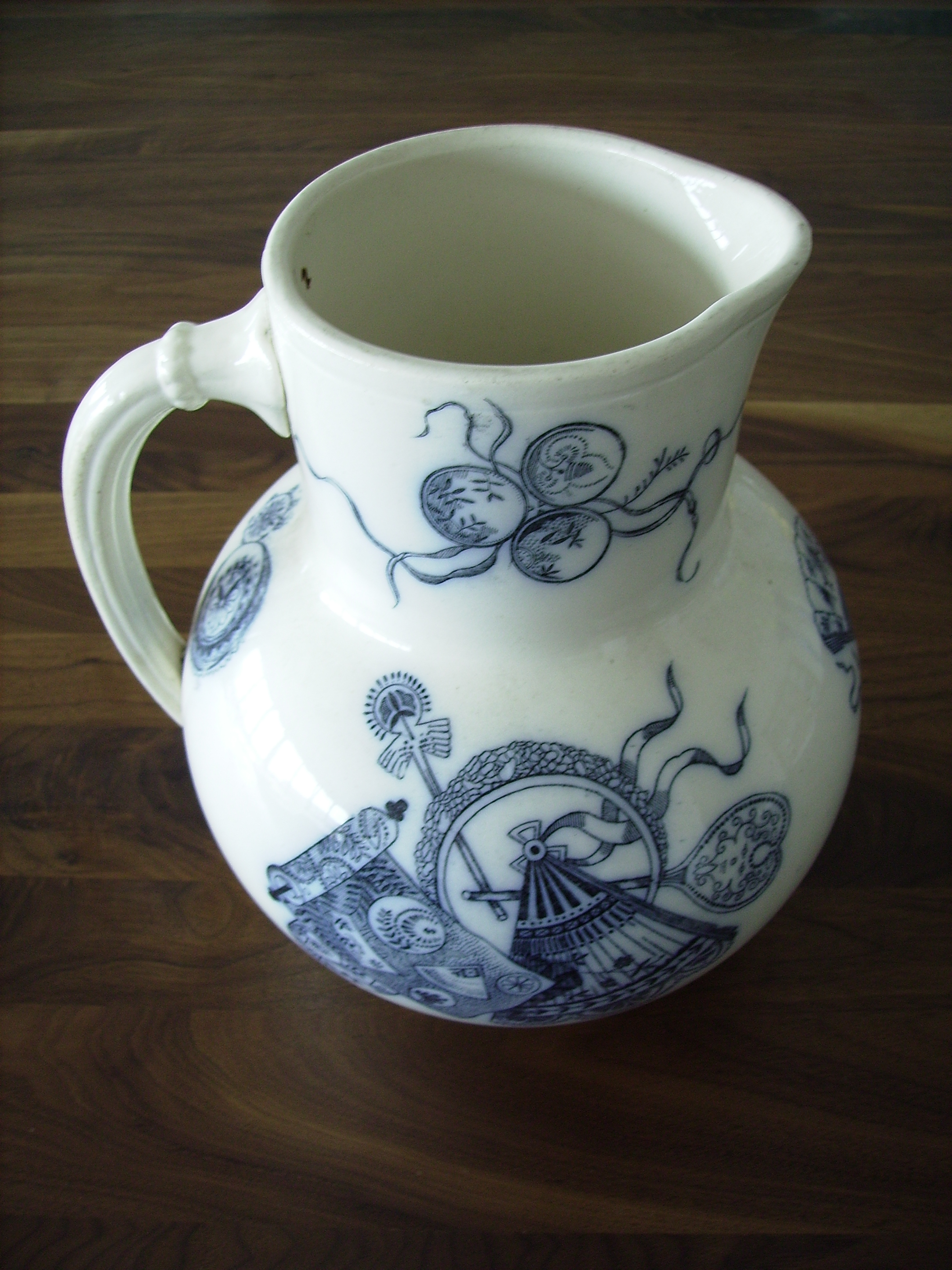
Aardewerk van
P. Regout & Co.

Raadhuis van Blerick -
Raadhuis van Tegelen -
Raar -
Ransdaal -
Raaijweide (Venlo) -
Redemptoristenklooster (Wittem) -
Petrus Regout -
Restaurant Hemingway -
Reutje -
Reuver -
Rijksweg 2 -
Rijksweg 67 -
Rijksweg 68 -
Rijksweg 73 -
Rijksweg 74 -
Rijksweg 76 -
Rijksweg 79 -
Rimburg -
Mike Roelofs -
Roer (rivier) -
Roerdalen -
Roermond -
Roermond (stad) -
Roggel -
Roggel en Neer -
Romeinenweerd -
Ronde van Limburg -
Ronde van Zuid-Limburg -
Roosteren (Limburg) -
John Roox -
Rosemary's Baby (band) -
Rosmolen Verzijl (Venlo) -
Willem Marinus van Rossum -
Ruys (adellijke familie) -
Rijnbeek (Venlo) -
Rijstpelmolen Van Dinteren

## S
SABIC Europe BV -
Savelsbos -
Schaesberg -
Schandelo -
Schanstoren van Arcen -
Scheulder -
Schimmert -
Schin op Geul -
Schinkemenke -
Schinnen (gemeente) -
Schinnen (plaats) -
Schinveld -
Schweiberg (gehucht) -
Schweiberg (helling) -
Sevenum -
Siebengewald -
Simpelveld (gemeente) -
Simpelveld (plaats) -
Sint Geertruid -
Sint Joost (Limburg) -
Sint Josephparochie -
Sint Odiliënberg -
Sint Pieter (Maastricht) -
Sint-Pietersberg -
Sint-Andreaskerk (Velden) -
Sint-Antonius van Paduakerk (Blerick) -
Sint-Jacobskerk (Venlo) -
Sint-Janskerk (Maastricht) -
Sint-Joriskerk (Venlo) -
Sint Jozefkapel -
Sint-Jozefklooster Villa Moubis -
Sint Jozefschool (Tegelen) -
Sint-Lambertuskerk (Blerick) -
Sint-Lambertuskerk (Oirsbeek) -
Sint-Martinuskerk (Maastricht) -
Sint-Martinuskerk (Stein) -
Sint-Martinuskerk (Tegelen) -
Sint-Martinusklooster (Venlo) -
Sint-Matthiaskerk (Maastricht) -
Sint-Rochuskerk (Steyl) -
Sint-Salviuskerk (Oude) / Sint Silviuskerk (Nieuwe) -
Sint-Servaasbasiliek (Maastricht) -
Sittard-Geleen -
Slachthuis Venlo -
Slag op de Mookerheide -
Slek -
Slenaken -
Smalspoor Swalmen -
Smalspoor Tegelen -
Smalspoortunnel Canoy-Herfkens -
Smalspoortunnel De Hondsdiek -
Smalspoorviaducten Russel -
Smeliënkamp -
SnowWorld (Landgraaf) -
Société Céramique -
Sociëteit Casino (Venlo) -
Spaans Neerbeek -
Spanjaertsmolen (Venlo) -
Spaubeek -
Speelpark Klein Zwitserland -
Sphinx -
Spoorlijn Breda - Maastricht (Staatslijn E) -
Spoorlijn Heerlen - Schin op Geul -
Spoorlijn Aken - Maastricht -
Spoorlijn Maastricht - Venlo -
Spoorlijn Nijmegen - Venlo -
Spoorlijn Schaesberg - Simpelveld -
Spoorlijn Sittard - Herzogenrath -
Staatsmijn Beatrix -
Staatsmijn Emma -
Staatsmijn Hendrik -
Staatsmijn Maurits -
Staatsmijn Wilhelmina -
Staatsmijnen in Limburg -
Stad Frankfort -
Stadsomroep Venlo -
Stadstoren (Venlo) -
Station America -
Station Baexem-Heythuysen -
Station Beek-Elsloo -
Station Belfeld -
Station Blerick -
Station Bocholtz -
Station Buggenum -
Station Bunde -
Station Chevremont -
Station Echt -
Station Eygelshoven -
Station Eygelshoven Markt -
Station Eijsden -
Station Eijs-Wittem -
Station Geleen-Lutterade -
Station Geleen Oost -
Station Gennep -
Station Geulle -
Station Gronsveld -
Station Grubbenvorst -
Station Haelen -
Station Heer -
Station Heerlen -
Station Heerlen de Kissel -
Station Heerlen Woonboulevard -
Station Heumen -
Station Heyerhoeven -
Station Hoensbroek -
Station Horst-Sevenum -
Station Houthem-Sint Gerlach -
Station Kelpen -
Station Kerkrade Centrum -
Station Kerkrade Rolduc (Haanrade) -
Station Klimmen-Ransdaal -
Station Landgraaf -
Limmel -
Linne -
Lottum -
Maarland -
Station Maasbracht -
Station Maastricht -
Station Maastricht Boschpoort -
Station Maastricht Randwyck -
Station Mariënwaard -
Station Meerlo-Tienraij -
Station Meerssen -
Station Melick-Herkenbosch -
Station Mook-Middelaar -
Station Mook-Molenhoek -
Station Nieuwstadt -
Station Nuth -
Station Oirlo-Castenraij -
Station Oud Valkenburg -
Station Reuver -
Station Roermond -
Station Rolduc Lokaal -
Station Rothem -
Station Schin op Geul -
Station Schinnen -
Station Simpelveld -
Station Sittard -
Station Spaubeek -
Station Spekholzerheide -
Station Susteren -
Station Swalmen -
Station Tegelen -
Station Vaeshartelt -
Station Valkenburg -
Station Venlo -
Station Venray -
Station Vlodrop -
Station Voerendaal -
Station Weert -
Station Wijlre-Gulpen -
Stein (gemeente) -
Stein (Limburg) -
Stevensweert -
Steyl -
Stopplaats Limmel -
Stopplaats Vroenhof -
Stramproy -
Strijthagerbeekdal (dal) -
Strijthagerbeekdal (natuurgebied) -
Studiegroep Onderaardse Kalksteengroeven -
Sur Meuse -
Susteren -
SV Schinnen -
Swartbroek -
Sweikhuizen -
Swier -
Swolgen

## T

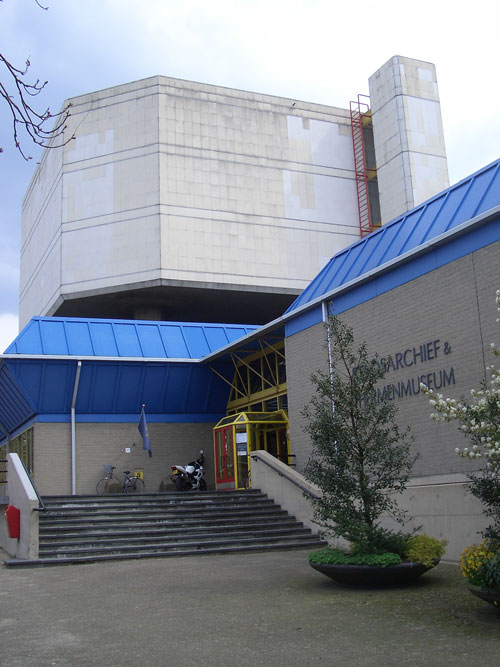
Thermenmuseum

Tabel van gemeenten in Limburg (Nederland) -
Tangkoel -
Tegelen -
Tegels -
Terlinden -
Termaar (Klimmen) -
Theater de Maaspoort -
Theatergroep Het Vervolg -
Thermaalbad Arcen -
Thermenmuseum -
Thorn (Limburg) -
Thull -
Tienray -
Toneelacademie Maastricht -
De Tramhalte -
Treebeek -
Trintelen -
Tungelroy

## U
Ubach over Worms -
Ubachsberg -
Ulestraten -
Urmond

## V
Vaals (gemeente) -
Vaals (plaats) -
Vaalserberg -
Vaesrade -
Valkenburg aan de Geul -
Valuas (persoon) -
Valuas (restaurant) -
Valuascollege -
Molen van Van der Steen -
Velden -
Venkoelen -
Venlo (gemeente) -
Venlo (stad) -
Venlo Sanitair -
Venloosch Alt -
Venray (gemeente) -
Venray (plaats) -
Veolia Transport Nederland -
Ben Verbong -
Mariet Verbong -
Mark Verheijen -
Vilgert -
Villa Kakelhof -
Villa Linssen -
Villa Maria (Tegelen) -
Villa Maria/Villa Agnes -
Villegerveldsmolen -
Vliegbasis Venlo-Herongen -
Vliegveld Beek -
Vlodrop -
Voerendaal -
Het Vorst -
Vrije Academie (Venlo) -
VVV'03 -
VVV-Venlo -
Vijlen -
Vijlenerbos -
Vijverhofpark

## W
W-Dreej -
Wahlwiller -
De Wannevleegers -
Wanssum -
Wapen van Limburg -
Wapen van Schinnen -
Watermeule Hout-Blerick -
Watertoren (Rimburg) -
Watertoren (Schimmert) -
Watertoren (Tegelen Steijl) -
Watertoren (Tegelen Egypte) -
Waubach -
De Weerd (Roermond) -
Weert (gemeente) -
Weert (stad) -
Baron de Weichs de Wenne -
Weizemolen (Venlo) -
Well (Limburg) -
Wellerlooi -
Wessem -
Westelijke Mijnstreek -
Weustenrade -
Wilhelminapark (Venlo) -
Wilhelminatoren (Vaals) -
Wilhelminatoren (Valkenburg) -
Willem-Alexander Centrale -
Windhond (Tegelen) -
Witte Toren (Venlo) -
Wittem -
Wolfhagen (Nederland) -
Eugene Wolters -
Frans Wolters -
Thijs Wöltgens -
Worm (rivier) -
Wijlre -
Wijnandsrade

## X Y Z
Ysselsteyn -
Zelder -
Zesdaagse van Maastricht -
Zinkviooltje -
Zuid-Limburg (Nederland) -
Zuid-Limburgse Stoomtrein Maatschappij -
Zuid-Willemsvaart -
Zwart Water (Venlo)
Drenthe van A tot Z · Flevoland van A tot Z · Friesland van A tot Z · Gelderland van A tot Z · Groningen  van A tot Z · Limburg (Nederland) van A tot Z · Noord-Brabant van A tot Z · Noord-Holland van A tot Z · Overijssel van A tot Z · Utrecht van A tot Z · Zeeland van A tot Z · Zuid-Holland van A tot Z

Nederland · provincies